# Bracon ischiomelas
Bracon ischiomelas är en stekelart som beskrevs av Gaspard Auguste Brullé 1846. Bracon ischiomelas ingår i släktet Bracon och familjen bracksteklar. Inga underarter finns listade.